# Cour-Cheverny
Cour-Cheverny és un municipi francès, situat al departament del Loir i Cher i a la regió de Centre – Vall del Loira. L'any 2007 tenia 2.654 habitants.

## Demografia

### Població
El 2007 la població de fet de Cour-Cheverny era de 2.654 persones. Hi havia 1.061 famílies, de les quals 315 eren unipersonals (96 homes vivint sols i 219 dones vivint soles), 404 parelles sense fills, 300 parelles amb fills i 42 famílies monoparentals amb fills.
La població ha evolucionat segons el següent gràfic:
Habitants censats

### Habitatges
El 2007 hi havia 1.267 habitatges, 1.082 eren l'habitatge principal de la família, 131 eren segones residències i 53 estaven desocupats. 1.148 eren cases i 104 eren apartaments. Dels 1.082 habitatges principals, 818 estaven ocupats pels seus propietaris, 231 estaven llogats i ocupats pels llogaters i 33 estaven cedits a títol gratuït; 19 tenien una cambra, 79 en tenien dues, 211 en tenien tres, 268 en tenien quatre i 505 en tenien cinc o més. 871 habitatges disposaven pel capbaix d'una plaça de pàrquing. A 435 habitatges hi havia un automòbil i a 510 n'hi havia dos o més.

### Piràmide de població
La piràmide de població per edats i sexe el 2009 era:
| Homes | Edats   | Dones |
| ----- | ------- | ----- |
| 4     | 95 o +  | 12    |
| 4     | 90 a 94 | 24    |
| 24    | 85 a 89 | 52    |
| 24    | 80 a 84 | 48    |
| 36    | 75 a 79 | 64    |
| 72    | 70 a 74 | 40    |
| 72    | 65 a 69 | 92    |
| 48    | 60 a 64 | 64    |
| 60    | 55 a 59 | 88    |
| 88    | 50 a 54 | 96    |
| 104   | 45 a 49 | 100   |
| 128   | 40 a 44 | 96    |
| 104   | 35 a 39 | 80    |
| 84    | 30 a 34 | 72    |
| 60    | 25 a 29 | 80    |
| 52    | 20 a 24 | 32    |
| 80    | 15 a 19 | 80    |
| 60    | 10 a 14 | 72    |
| 80    | 5 a 9   | 52    |
| 60    | 0 a 4   | 52    |

## Economia
El 2007 la població en edat de treballar era de 1.603 persones, 1.117 eren actives i 486 eren inactives. De les 1.117 persones actives 1.040 estaven ocupades (549 homes i 491 dones) i 77 estaven aturades (38 homes i 39 dones). De les 486 persones inactives 179 estaven jubilades, 105 estaven estudiant i 202 estaven classificades com a «altres inactius».

### Ingressos
El 2009 a Cour-Cheverny hi havia 1.148 unitats fiscals que integraven 2.662 persones, la mediana anual d'ingressos fiscals per persona era de 21.718 €.

### Activitats econòmiques
Dels 153 establiments que hi havia el 2007, 3 eren d'empreses extractives, 4 d'empreses alimentàries, 13 d'empreses de fabricació d'altres productes industrials, 21 d'empreses de construcció, 31 d'empreses de comerç i reparació d'automòbils, 2 d'empreses de transport, 9 d'empreses d'hostatgeria i restauració, 1 d'una empresa d'informació i comunicació, 8 d'empreses financeres, 7 d'empreses immobiliàries, 16 d'empreses de serveis, 27 d'entitats de l'administració pública i 11 d'empreses classificades com a «altres activitats de serveis».
Dels 40 establiments de servei als particulars que hi havia el 2009, 1 era una gendarmeria, 1 oficina de correu, 1 una oficina bancària, 5 tallers de reparació d'automòbils i de material agrícola, 1 autoescola, 3 paletes, 4 guixaires pintors, 3 fusteries, 4 lampisteries, 1 electricista, 1 empresa de construcció, 5 perruqueries, 4 restaurants, 4 agències immobiliàries i 2 salons de bellesa.
Dels 13 establiments comercials que hi havia el 2009, 2 eren botiges de menys de 120 m², 2 fleques, 3 carnisseries, 1 una peixateria, 1 una sabateria, 1 una botiga d'electrodomèstics i 3 floristeries.
L'any 2000 a Cour-Cheverny hi havia 24 explotacions agrícoles que ocupaven un total de 756 hectàrees.

## Equipaments sanitaris i escolars
El 2009 hi havia 1 psiquiàtric, 1 farmàcia i 1 ambulància.
El 2009 hi havia 1 escola maternal i 2 escoles elementals.

## Poblacions més properes
El següent diagrama mostra les poblacions més properes.